# تام یاسومی
تام یاسومی (انگلیسی: Tom Yasumi؛ زادهٔ ۱ ژانویهٔ ۱۹۶۶) پویانما، تهیه‌کننده تلویزیونی، کارگردان پویانمایی، کارگردان تلویزیونی، فیلم‌نامه‌نویس، و تهیه‌کننده فیلم اهل ایالات متحده آمریکا است.